# Franklin (Nebraska)
Franklin és una població dels Estats Units a l'estat de Nebraska. Segons el cens del 2000 tenia 1.026 habitants.

## Demografia
Segons el cens del 2000, Franklin tenia 1.026 habitants, 440 habitatges, i 272 famílies. La densitat de població era de 396,1 habitants per km².
Dels 440 habitatges en un 25,2% hi vivien nens de menys de 18 anys, en un 51,4% hi vivien parelles casades, en un 8,4% dones solteres, i en un 38% no eren unitats familiars. En el 36,8% dels habitatges hi vivien persones soles el 24,3% de les quals corresponia a persones de 65 anys o més que vivien soles. El nombre mitjà de persones vivint en cada habitatge era de 2,18 i el nombre mitjà de persones que vivien en cada família era de 2,85.
Per edats la població es repartia de la següent manera: un 22,8% tenia menys de 18 anys, un 4,1% entre 18 i 24, un 20,3% entre 25 i 44, un 20,1% de 45 a 60 i un 32,7% 65 anys o més.
L'edat mediana era de 48 anys. Per cada 100 dones de 18 o més anys hi havia 73,3 homes.
La renda mediana per habitatge era de 27.315 $ i la renda mediana per família de 32.639 $. Els homes tenien una renda mediana de 25.156 $ mentre que les dones 16.739 $. La renda per capita de la població era de 15.181 $. Aproximadament el 7,8% de les famílies i el 10,8% de la població estaven per davall del llindar de pobresa.

## Poblacions més properes
El següent diagrama mostra les poblacions més properes.